# Earthlight (cráter)

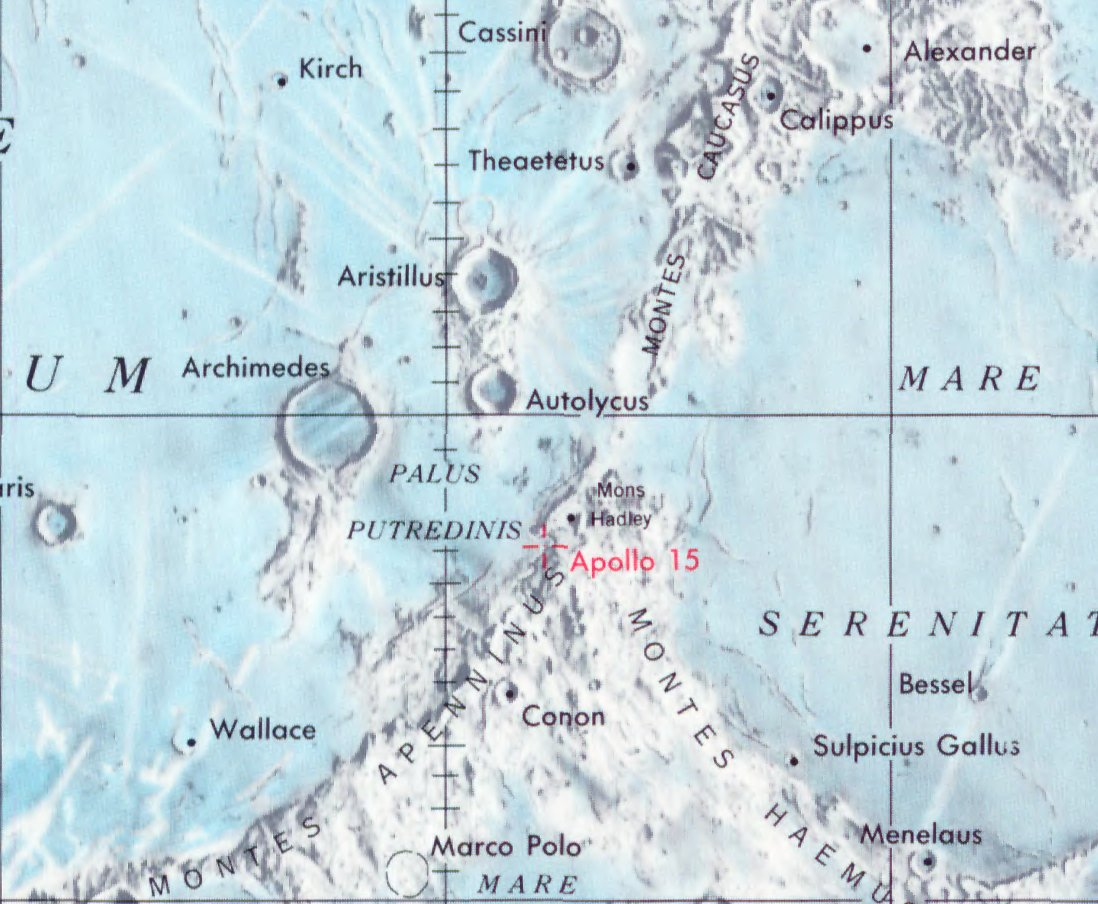
Localización del lugar de aterrizaje del Apolo 15

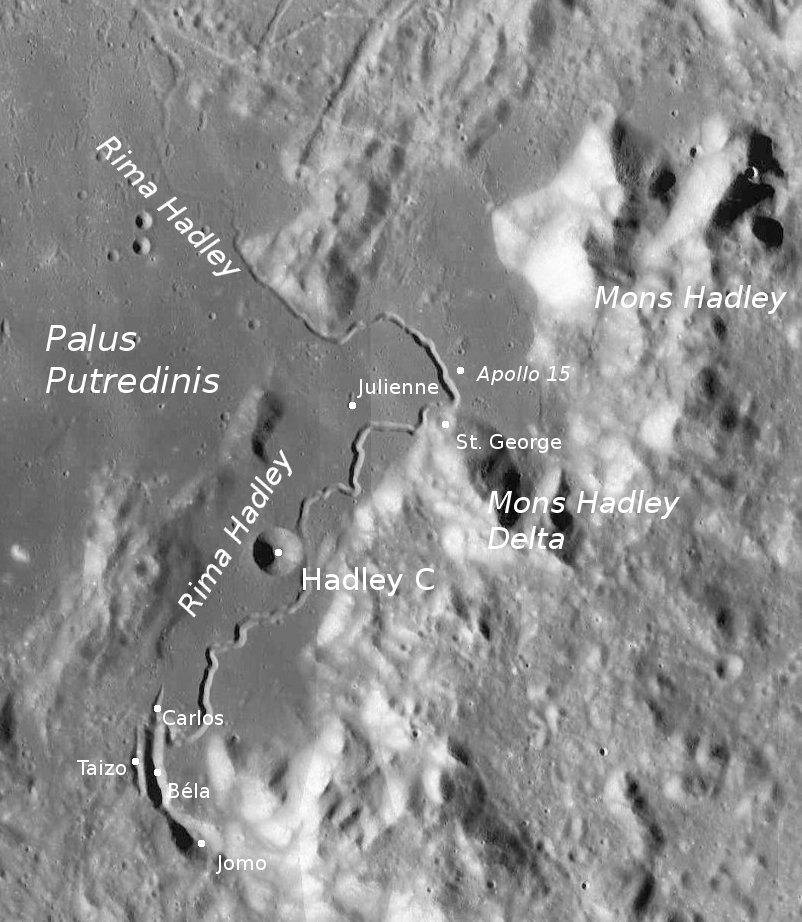
Entorno de St. George
(Imagen LRO)

Earthlight es un cráter lunar, perteneciente a la región Hadley-Apennine. Los astronautas de la misión Apolo 15 David Scott y James B. Irwin lo alcanzaron en su rover lunar en 1971, durante la EVA 2.
Se encuentra a unos 1500 m al este del cañón denominado Hadley Rille; a menos de 1 km al norte del cráter Dune (más grande); y a unos 2 km al sur del lugar de aterrizaje del Apolo 15, en el cráter Last.
|  |

El relieve del cráter es muy suave y no es obvio en la superficie, por lo que los astronautas no se detuvieron a observarlo. Durante el recorrido hacia el Mons Hadley Delta, Jim Irwin comentó: "Apenas puedo ver la ladera occidental con la luz de la Tierra. Pero la ladera sur, que también puedo ver, tiene varios bloques sobre ella".

## Denominación
El cráter fue bautizado así por los astronautas en referencia a la novela Earthlight de Arthur C. Clarke (que tiene lugar en y alrededor del Mare Imbrium en la Luna), y el nombre fue adoptado formalmente por la UAI en 1973. Clarke se mostró encantado de recibir un mapa tridimensional del lugar de aterrizaje firmado y enviado por la tripulación del Apolo 15, dos décadas después de que se escribiera la novela. Figura entre las denominaciones topográficas utilizadas en la hoja a escala 1/50.000 del Lunar Topophotomap con la referencia "41B4S1 Apollo 15 Landing Area".